# MiTAC
MiTAC International Corporation —  тайваньский производитель вычислительной техники и оборудования на рынке информационных технологий. Штаб-квартира MiTAC International Corporation находится в городе Таоюань. Компания была создана 8 декабря 1982 года в Научном парке города Синьчжу.

## Основные направления деятельности
- Пользовательские продукты
- Корпоративные продукты
- Беспроводные коммуникационные продукты

## Заводы
- Завод в провинции КНР Гуандун, Шуньдэ (Guangdong MiTAC Shunde factory) производит материнские платы, десктопы, рабочие станции, серверы.
- Завод в провинции КНР Цзянсу, Куньшань (Jiangsu MiTAC Kunshan factory) главным образом сосредоточен на производстве

беспроводных устройств связи, GPS-навигаторов, КПК, смартфонов.
- Завод во Владивостоке, производит планшеты, нетбуки, ноутбуки.[источник не указан 2194 дня]

## Бренды
Корпорации принадлежат четыре бренда: Mio, Navman, Magellan и Tyan.

### Mio
Компания Mio Technology образовалась в 2002 году. Под этим брендом корпорация MiTAC производит автомобильные GPS-навигаторы, авто-, мото- и вело регистраторы, карманные персональные компьютеры и коммуникаторы со встроенным GPS-приемником. Офисы компании расположены на Тайване, в Китае, Южной Корее, Австралии, США и Европе. В Москве располагается официальное представительство компании в России.

### Navman
Navman — ведущий навигационный бренд в Новой Зеландии и Австралии, который MiTAC купила в 2007 году.

### Magellan
Magellan — известный северо-американский производитель автомобильных и туристических навигаторов, был приобретен MiTAC в 2009 году.

### Tyan
Tyan — компания основана в 1989 году. Занимается поставкой на рынок системных плат и серверного OEM оборудования.